# انری رنگ
انری رنگ (انگلیسی: Henri Rang; ۸ ژوئن ۱۹۰۲ – ۲۵ دسامبر ۱۹۴۶) از برندگان مدال‌های بازی‌های المپیک تابستانی  اهل رومانی بود.